# Lycaugesia monostella
Lycaugesia monostella är en fjärilsart som beskrevs av Dyar 1914. Lycaugesia monostella ingår i släktet Lycaugesia och familjen nattflyn. Inga underarter finns listade i Catalogue of Life.